# Jim McCullough Sr.
James McCullough, detto Jim McCullough senior (Mansfield, 12 maggio 1928 – Shreveport, 6 aprile 2012), è stato un regista, sceneggiatore e produttore cinematografico statunitense.

## Biografia
McCullough nacque a Mansfield, in Louisiana, ma crebbe a Lebanon, nel Missouri.

## Carriera
Egli fondò la Jim McCullough Productions dopo essersi laureato all'Università della California. Da studente, comparve come attore nella produzione della CBS Playhouse 90 Theater. Nel 1974, co-produsse Where the Red Fern Grows (1974). Prima di fondare la sua compagnia cinematografica, aveva ottenuto due ruoli secondari in Teenage Monster (1958) e Un Maggiolino tutto matto (1968).
Debuttò dietro la macchina da presa con Charge of the Model T's (1977), a cui seguirono l'horror Mountaintop Motel Massacre (1983) e il fantascientifico Incontri ravvicinati ad Aurora (1986). Produsse anche il penultimo film di Charles B. Pierce Renfroe's Christmas del 1997.

## Vita privata
McCullough ebbe due figli con sua moglie Lel: James Jr. e Cathy.

## Filmografia

### Regista, sceneggiatore e produttore
- Charge of the Model T's (1977)
- Mountaintop Motel Massacre (1983)
- Incontri ravvicinati ad Aurora (The Aurora Encounter) (1986)
- Video mortale (Video Murders) (1988)
- Miracolo al College (The St. Tammany Miracle), co-regia di Joy N. Houck Jr. (1994)

### Regista e produttore
- Nacho Chihuahua (1999)

### Produttore
- Dove cresce la felce rossa (Where the Red Fern Grows), regia di Norman Tokar (1974)
- Il mistero del lago nero (Creature from Black Lake), regia di Joy N. Houck Jr. (1976)
- Soggy Bottom, U.S.A., regia di Theodore J. Flicker (1981)
- Renfroe's Christmas, regia di Charles B. Pierce (1997)

### Attore
- Teenage Monster, regia di Jacques R. Marquette (1957)
- Un Maggiolino tutto matto (The Love Bug), regia di Robert Stevenson (1968)